# Dietrich III. von Isenberg
Dietrich III. von Isenberg († 1226) aus dem Geschlecht der Grafen von Altena (in Westfalen) war von 1218 bis 1226 Bischof von Münster und Graf von Isenberg.
Dietrich war der Sohn des Grafen Arnold von Altena und dessen Gemahlin Mechthild von Holland, Tochter des Florenz III. von Holland. Seine Geschwister waren:
- Eberhard II., Nachfolger seines Vaters
- Friedrich, am 14. November 1226 als Mörder des Kölner Erzbischofs Engelbert, seinem Onkel, hingerichtet.
- Engelbert, Bischof von Osnabrück
- Phillip
- Bruno, Bischof von Osnabrück
- Gottfried, Domherr zu Münster und Propst zu Osnabrück
- Adolf ⚭ Mathilde von Holte
- Agnes ⚭ Christian II. Graf von Oldenburg
- Wilhelm gen. von Isenberg (urkundl. 1223–1242)

1196 wurde er durch Vermittlung seines Onkels, des Erzbischofs Adolf von Köln, Propst des in Westfalen einflussreichen Stiftes in Soest und folgte 1216 dem Vetter seines Vaters, Graf Engelbert von Berg, nach dessen Erhebung auf den erzbischöflichen Stuhl von Köln im Besitz der dortigen Dompropstei.
Wohl durch den Einfluss des Erzbischofs Engelbert erfolgte am 22. Juli 1218 die Wahl Dietrichs zum Bischof von Münster. Seine nur kurze Regierung ist für Münster nicht ohne Bedeutung geblieben. Die bischöfliche Autorität in Friesland wurde neu befestigt und im Stift selbst der Entwicklung des Städtewesens weiterer Aufschwung gegeben, zum Beispiel durch die Verleihung der Stadtrechte an Bocholt. Mit Bernard von der Lippe, Bischof von Selburg, weihte er 1222 die Kirche des von letzterem gegründeten Klosters Marienfeld. 1225 legte er den ersten Stein zum Bau des münsterischen Domes, der, von Bischof Hermann II. begonnen, unter Bischof Otto ins Stocken geraten war.
Dietrichs Beteiligung an der Verschwörung westfälischer Bischöfe und Dynasten gegen Erzbischof Engelbert von Köln, deren Folge dessen Ermordung durch Dietrichs älteren Bruder Graf Friedrich von Isenberg am 7. November 1225 war, führte seinen Sturz herbei. Dietrich, ebenso wie sein jüngerer Bruder Engelbert, erwählter Bischof von Osnabrück, der Mitschuld angeklagt, verlangte von dem gerade am Niederrhein anwesenden päpstlichen Legaten Kardinal Konrad von Porto Verhandlung der Anklage, um sich von derselben reinigen zu können. Die Brüder erschienen auf der zu diesem Zweck vom Kardinal auf den 2. Februar 1226 nach Lüttich berufenen Versammlung, waren aber nach längeren tumultuarischen Verhandlungen nicht im Stande, die Beschuldigungen von sich abzuwälzen. Auf Bischof Dietrich schien die Hauptschuld an dem Frevel zu lasten; seine Ministerialen waren bei der Ausführung des Mordes besonders beteiligt. Der Kardinal verhängte über die Brüder die Suspension und verwies sie zur weiteren Verhandlung nach Rom. Dorthin begaben sich die Bischöfe, begleitet von ihrem Bruder Friedrich, dem Mörder Engelberts, ohne ihr Schicksal mildern zu können. Das Urteil des Papstes lautete auf Absetzung. Dietrichs Tod erfolgte auf der Rückreise von Rom 1226, wahrscheinlich am 18. Juli.